# اچ‌ام‌اس ریفلمان (جی۲۹۹)
اچ‌ام‌اس ریفلمان (جی۲۹۹) (به انگلیسی: HMS Rifleman (J299)) یک کشتی بود که طول آن ۲۲۵ فوت (۶۹ متر) بود. این کشتی در سال ۱۹۴۳ ساخته شد.